# Baconalfabet

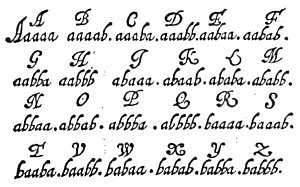
Figuur 1. De sleutel uit Bacons De Augmentis Scientiarum (1605) gebruikt alleen de a en de b.

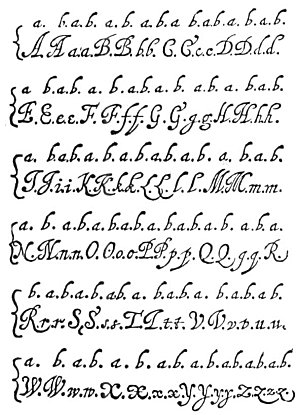
Figuur 2. Het lettertype op elke tweede regel staat voor een a op de regel erboven, het andere lettertype voor een b.
uit De Augmentis Scientiarum

Een Baconalfabet of Baconversleuteling, is een door de Britse filosoof, wetenschapper en politicus Francis Bacon ontwikkelde versleutelingsmethode in twee stappen. Het is een klassiek handcijfer dat veel rekenwerk vraagt. Het wordt gezien als een vorm tussen cryptografie en steganografie.

## Omschrijving

### Versleutelen

#### Stap 1
Eerst wordt iedere letter in de originele tekst, de klare tekst, omgezet in een groep van vijf a's of b's volgens
```
a → aaaaa   g   →  aabba   n  →  abbaa   t   →  baaba
b → aaaab   h   →  aabbb   o  →  abbab   u-v →  baabb
c → aaaba   i-j →  abaaa   p  →  abbba   w   →  babaa
d → aaabb   k   →  abaab   q  →  abbbb   x   →  babab
e → aabaa   l   →  ababa   r  →  baaaa   y   →  babba
f → aabab   m   →  ababb   s  →  baaab   z   →  babbb
```

- zie figuur 1. Het is hierbij gebruikelijk om de i en de j aan elkaar gelijk te stellen, en ook de u en de v. Dit is een binaire codering. De a en b worden op vijf posities gebruikt, dus zijn er {\displaystyle 2^{5}=32} mogelijkheden waarvan er 24 worden gebruikt voor 26 letters.

#### Stap 2
Daarna wordt een willekeurige tekst genomen of verzonnen. Deze wordt met twee lettertypes zo geschreven, dat het ene lettertype een a betekent en het andere een b - zie figuur 2. Het maakt geen verschil welke letter wordt gebruikt, het gaat alleen om het lettertype. Om te verhullen dat het om een gecodeerd bericht gaat, worden twee sterk gelijkende lettertypen gebruikt. Het scheelt in figuur 2 vaak maar een haaltje.

### Ontsleutelen
De versleutelde tekst wordt op omgekeerde wijze ontsleuteld. Daarom moet de ontvanger dezelfde sleutel voor de lettertypes hebben - weer figuur 2.

## Modern voorbeeld
De versleuteling van het codewoord alice wordt: 

alice → aaaaa ababa abaaa aaaba aabaa.
Voor de twee lettertypes in de willekeurige tekst kiezen we voor iedere kleine letter een a en voor iedere hoofdletter een b, zodat bijvoorbeeld aaaaa → allem of een ander woord met vijf kleine letters enzovoorts.
```
  a     l     i     c     e
aaaaa a
b
a
b
a a
b
aaa aaa
b
a aa
b
aa
allem e
N
s
E
n w
O
rde nvr
I
j en
G
el
```

Met als resultaat de cijfertekst: 

```
alle meNsEn wOrden vrIj en Gelijk in waardigheid en rechten geboren.
```

Om het principe te tonen zijn de hoofdletters en corresponderende b's vet weergegeven. Een codering met twee bijna gelijke lettertypes valt in een handschrift haast niet op.

## Websites
- (en)  Bacon's Writings on Ciphers From Three Editions of De Augmentis. gearchiveerd, voorbeelden van Bacon zelf uit De augmentis scientiarum
- (en)  The Cryptogram as a factor in Symbolic Philosophy.
- (en)  Francis Bacon's Ciphers. gearchiveerd, Francis Bacon, Baron Verulam, Viscount St. Albans
- (en)  HF Gaines. Cryptanalysis a study of ciphers and their solution, 1956. op Internet Archive, ISBN 0-486-20097-3

ADFGX · Autoclave · Atbash · Baconalfabet · Bifid · Caesarcijfer · Dubbele transpositie · One-time pad · Paardensprongcijfer · Playfair · Polybiusvierkant · Rozenkruisersgeheimschrift · Scytale · Straddling checkerboard · Substitutie · Transpositie · Trifid · Vigenère